# Fairport
Fairport es una villa ubicada en el condado de Monroe en el estado estadounidense de Nueva York. En el año 2000 tenía una población de 5,740 habitantes y una densidad poblacional de 1,384.9 personas por km².

## Geografía
Fairport se encuentra ubicada en las coordenadas 43°05′58″N 77°26′35″O / 43.09944, -77.44306.

## Demografía
Según la Oficina del Censo en 2000 los ingresos medios por hogar en la localidad eran de $53,375, y los ingresos medios por familia eran $65,980. Los hombres tenían unos ingresos medios de $50,094 frente a los $30,431 para las mujeres. La renta per cápita para la localidad era de $29,390. Alrededor del 1.7% de la población estaban por debajo del umbral de pobreza.